# Centro Social da Juventude Belinho
O Centro Social da Juventude de Belinho é uma Instituição Particular de Solidariedade Social com sede na Rua do Calvário,  nº 100, em Belinho, na atual freguesia de Belinho e Mar, no Município de Esposende.
No dia 1 de Agosto de 1981, foi fundada com a denominação de ADEC -Associação Desportiva e Cultural de Belinho. Em Fevereiro de 1990 procedeu à alteração dos Estatutos para comportar a componente social, passando a denominar-se Centro Social da Juventude de Belinho.

## Desporto
O Futebol sempre foi uma das grandes paixões das gentes de Belinho, desde provavelmente inicio dos anos 50, o futebol começou-se a desenvolver em Belinho. Devido a divesas pessoas que impolsionavam a parática deste maravilhoso desporto, de entre essas destaco o Sr. José Fernandes Ribeiro que muitas vezes conseguiu juntar as jovens daquela altura, por vezes exaustos do trabalho no campo ou nas pedreiras, vinham passar um pouquinho de tempo para esquecer as dificuldades daquele tempo e juntavam-se no chamados paúlos (campos com erva), dos primeiros a ser utilizado  foi um no Borreiro (actualmente entre a Novinha e o Alto da Rendeira),o Campo do Borreiro. O Belinho daquele tempo era uma equipa que já jogava jogava um bom futebol. Houve grandes jogos, contra o AD Esposende, o FC Marinhas, o UD Vila Chã, o Antas FC,  S. Bartolomeu, o Antas FC. Tendo como maiores feitos daquela época várias vitórias contra o AD Esposende, que naquela altura disputava o campeonato nacional da 2ª Divisão Nacional (atual Liga de Honra), e era por sua vez a unica equipa federada do concelho.
Umas décadas a seguir, o Belinho voltou a ter uma boa equipa de futebol, esta agora caracterizada pelo raça e pela entrega com que se entregavam ao jogo. Era sempre para as outras equipas um "osso duro de roer" não era nada fácil ganhar ao Belinho, tendo nessa altura em que como a maioria das equipas não eram federadas o Belinho participava em vários torneios e jogoa amigáveis, tendo nessa altura ganhado muitos torneios. Foi nos anos de 1992 e 1993 que o Belinho começou a construir um grande amizade com o clube francês AOP (Association originales du Portugal) de Corbeil – Essonnes. Belinho participava anualmente  no Torneio Internacional da AOP e a AOP participava nos Torneios de Belinho, criando laços estreitos de amizade e cooperação entre os povos e culturas da duas regiões. A Junta de Freguesia assinou com a Câmara de Corbeil uma Carta de amizade, selando assim, os laços que unem as duas comunidades. O Centro Social da Juventude de Belinho assinou também, na mesma altura, uma carta de amizade com a AOP, firmando e estreitando os laços de amizade, fraternidade, confraternização e intercâmbio de culturas e saberes entre as duas comunidades. Posteriormente e por iniciativa dos dirigentes do Centro Social, este intercâmbio foi alargado à Associação de Dadores de Sangue de Esposende que firmou também uma parceria com a sua congénere em Corbeil. 
Na década de 2000, o Belinho já com equipa federada, competia na 2ª Divisão da AF Braga. Atualmente  Belinho conta só com as camadas jovens, que tanto têm divulgado o nome de Belinho. Participam no Campeonato Concelhio de Futebol Infantil de Esposende. São cerca de 60 crianças que se inscrevem e beneficiam desta atividade.